# Совет по взаимодействию с религиозными объединениями при Президенте Российской Федерации
Совет по взаимодействию с религиозными объединениями при Президенте Российской Федерации  является консультативным органом, осуществляющим предварительное рассмотрение вопросов и подготовку предложений для Президента Российской Федерации, касающихся взаимодействия Президента Российской Федерации с религиозными объединениями и повышения духовной культуры общества.
Создан распоряжением Президента Российской Федерации от 24 апреля 1995 г. № 192-рп. Этим же распоряжением обязанности ответственного секретаря Совета возложены на Красикова Анатолия Андреевича (до 1996 г. в Совете не было председателя).
Положение о Совете утверждено распоряжением Президента Российской Федерации от 2 августа 1995 г. № 357-рп (ныне действует в редакции распоряжения Президента Российской Федерации от 17 марта 2001 г. № 133-рп)

## Функции совета
- обеспечение взаимодействия Президента Российской Федерации с религиозными объединениями;
- содействие укреплению общественного согласия, достижению взаимопонимания, терпимости и взаимного уважения в вопросах свободы совести и свободы вероисповедания.

## Состав совета
Состав Совета утверждается Президентом Российской Федерации. Члены Совета осуществляют свою деятельность на общественных началах.
Руководит заседаниями председатель Совета по взаимодействию с религиозными объединениями при Президенте Российской Федерации либо по его поручению заместитель председателя Совета.

## Состав Совета, утвержденный распоряжением Президента Российской Федерации от 2 августа 1995 г. № 357-рп
1. Алимпий (Гусев Александр Капитонович) — митрополит Московский и всея Руси, Митрополия Русской православной старообрядческой Церкви
2. Аюшеев Дамба Бадмаевич — Пандито Хамбо лама, председатель Центрального духовного управления буддистов Российской Федерации
3. Верт Йозеф — епископ, апостольский администратор католиков латинского обряда азиатской части России
4. Гайнутдин Равиль — муфтий, председатель Управления мусульман Центрально-Европейского региона России
5. Кирилл (Гундяев Владимир Михайлович) — митрополит Смоленский и Калининградский, председатель Отдела внешних церковных сношений, постоянный член Священного синода Русской православной Церкви
6. Кондрусевич Тадеуш — архиепископ, апостольский администратор католиков латинского обряда европейской части России
7. Коновальчик Петр Борисович — председатель Союза церквей евангельских христиан-баптистов России
8. Красиков Анатолий Андреевич — ответственный секретарь Совета
9. Мурза Владимир Моисеевич — председатель Союза христиан веры евангельской — пятидесятников России
10. Суханов Лев Евгеньевич — помощник Президента Российской Федерации
11. Столяр Василий Дмитриевич — президент Российского союза объединений Церкви адвентистов седьмого дня
12. Таджуддин Талгат — Верховный муфтий, председатель Центрального духовного управления мусульман России и европейских стран СНГ
13. Хвальковский Алексей Васильевич — ответственный секретарь Российского совета Древлеправославной поморской Церкви
14. Шаевич Адольф Соломонович — председатель Конгресса еврейских религиозных общин и организаций России
15. Шнайдер Николай Николаевич — суперинтендант Евангелическо-лютеранской Церкви восточной части России
16. Ювеналий (Поярков Владимир Кириллович) — митрополит Крутицкий и Коломенский, постоянный член Священного синода Русской православной Церкви

Распоряжением Президента Российской Федерации от 4 марта 1996 г. № 104-рп из состава Совета выведен Красиков А. А., в состав Совета введены:
1. Буравлев Константин Эдуардович — заместитель Министра финансов Российской Федерации
2. Демин Вадим Петрович — заместитель Министра культуры Российской Федерации
3. Диваков Владимир Иванович — протоиерей, заведующий канцелярией Московской патриархии Русской православной церкви
4. Егоров Николай Дмитриевич — Руководитель Администрации Президента Российской Федерации (председатель Совета, на общественных началах)
5. Жарков Владимир Михайлович — заместитель председателя Роскомпечати
6. Илюмжинов Кирсан Николаевич — Президент Республики Калмыкия
7. Иннокентий (Васильев Валерий Федорович) — епископ Дмитровский
8. Кузьмин Владимир Максимович — первый заместитель Министра юстиции Российской Федерации
9. Лазутова Мария Николаевна — заместитель Министра образования Российской Федерации
10. Меськов Валерий Сергеевич — заместитель председателя Госкомвуза России
11. Пастухов Борис Николаевич — заместитель Министра иностранных дел Российской Федерации
12. Попов Николай Васильевич — заместитель руководителя Госналогслужбы России
13. Прусак Михаил Михайлович — глава администрации Новгородской области
14. Рахимов Муртаза Губайдуллович — Президент Республики Башкортостан
15. Рощин Юрий Васильевич — первый заместитель руководителя ФМС России
16. Чаплин Всеволод Анатольевич — священник, заведующий сектором Отдела внешних церковных сношений Московского патриархата

## Состав Совета, утвержденный распоряжением Президента Российской Федерации от 13 октября 1996 г. № 505-рп
1. Чубайс Анатолий Борисович — Руководитель Администрации Президента Российской Федерации (председатель Совета)
2. Бойко Максим Владимирович — заместитель Руководителя Администрации Президента Российской Федерации (заместитель председателя Совета)
3. Алимпий (Гусев Александр Капитонович) — митрополит Московский и всея Руси, от Русской православной старообрядческой церкви
4. Асмолов Александр Григорьевич — заместитель Министра общего и профессионального образования Российской Федерации
5. Аюшеев Дамба Бадмаевич — Пандито Хамбо лама, глава Буддийской традиционной сангхи России
6. Барабанов Григорий Иванович — заместитель руководителя ФМС России
7. Борщёв Валерий Васильевич — заместитель председателя Комитета Государственной Думы по делам общественных объединений и религиозных организаций
8. Буравлев Константин Эдуардович — заместитель Министра финансов Российской Федерации
9. Верт Йозеф — епископ, апостольский администратор Римско-католической церкви католиков латинского обряда азиатской части России
10. Гайнутдин Равиль — муфтий, председатель Управления мусульман Центрально-Европейского региона России
11. Демин Вадим Петрович — заместитель Министра культуры Российской Федерации
12. Диваков Владимир Иванович — протоиерей, заведующий канцелярией Московской патриархии
13. Илюмжинов Кирсан Николаевич — Президент Республики Калмыкия
14. Иннокентий (Васильев Валерий Федорович) — епископ Дмитровский, от Русской православной церкви
15. Кирилл (Гундяев Владимир Михайлович) — митрополит Смоленский и Калининградский, председатель Отдела внешних церковных сношений Московского патриархата, постоянный член Священного синода Русской православной церкви
16. Кондрусевич Тадеуш — архиепископ, апостольский администратор Римско-католической церкви католиков латинского обряда европейской части России
17. Коновальчик Петр Борисович — председатель Союза церквей евангельских христиан-баптистов России
18. Логинов Андрей Викторович — начальник Управления Президента Российской Федерации по вопросам взаимодействия с политическими партиями, общественными объединениями, фракциями, депутатами Государственной Думы Федерального Собрания Российской Федерации (ответственный секретарь Совета), в соответствии с распоряжением Президента Российской Федерации от 14 сентября 1999 г. № 342-рп — начальник Управления Президента Российской Федерации по вопросам внутренней политики (заместитель председателя Совета)
19. Мурза Владимир Моисеевич — председатель Союза христиан веры евангельской — пятидесятников России
20. Пастухов Борис Николаевич — первый заместитель Министра иностранных дел Российской Федерации
21. Прусак Михаил Михайлович — глава администрации Новгородской области
22. Пудов Владимир Сергеевич — глава представительства Евангелическо-лютеранской церкви в Москве
23. Рахимов Муртаза Губайдуллович — Президент Республики Башкортостан
24. Себенцов Андрей Евгеньевич — первый заместитель Руководителя Аппарата Правительства Российской Федерации, заместитель председателя Комиссии по вопросам религиозных объединений при Правительстве Российской Федерации, в соответствии с распоряжением Президента Российской Федерации от 14 сентября 1999 г. № 342-рп — полномочный представитель Правительства Российской Федерации в Совете Федерации Федерального Собрания Российской Федерации
25. Сидоренко Евгений Николаевич — заместитель Министра юстиции Российской Федерации
26. Столяр Василий Дмитриевич — президент Российского союза объединений Церкви адвентистов седьмого дня
27. Суханов Лев Евгеньевич — помощник Президента Российской Федерации
28. Таджуддинов Талгат Сафич — верховный муфтий, председатель Центрального духовного управления мусульман России и европейских стран СНГ
29. Хвальковский Алексей Васильевич — ответственный секретарь Российского совета Древлеправославной поморской церкви
30. Чаплин Всеволод Анатольевич — священник, заведующий сектором Отдела внешних церковных сношений Московского патриархата
31. Шаевич Адольф Соломонович — главный раввин, председатель Конгресса еврейских религиозных общин и организаций России
32. Ювеналий (Поярков Владимир Кириллович) — митрополит Крутицкий и Коломенский, управляющий Московской епархией, постоянный член Священного синода Русской православной церкви.

Распоряжением Президента Российской Федерации от 14 мая 1997 г. № 185-рп из состава Совета выведены Диваков В. И., Иннокентий (Васильев В. Ф.), Чаплин В. А., Чубайс А. Б.; в состав Совета введены:
1. Евгений (Решетников Валерий Германович) — епископ Верейский, викарий Московской епархии, от Русской православной церкви
2. Кюрегян Тиран — архиепископ, глава Новонахичеванской и Российской епархии Армянской апостольской церкви
3. Сергий (Фомин Виталий Павлович) — архиепископ (в соответствии с распоряжением Президента Российской Федерации от 14 сентября 1999 г. № 342-рп — митрополит) Солнечногорский, управляющий делами Московской патриархии, постоянный член Священного синода Русской православной церкви
4. Юмашев Валентин Борисович — Руководитель Администрации Президента Российской Федерации (председатель Совета, на общественных началах)

Распоряжением Президента Российской Федерации от 17 декабря 1997 г. № 529-рп из состава Совета выведены Бойко М. В., Буравлев К. Э., Суханов Л. Е.; в состав Совета введены:
1. Комиссар Михаил Витальевич — заместитель Руководителя Администрации Президента Российской Федерации (заместитель председателя Совета)
2. Мошкин Юрий Алексеевич — заместитель Министра финансов Российской Федерации

Распоряжением Президента Российской Федерации от 14 сентября 1999 г. № 342-рп из состава Совета исключены Асмолов А. Г., Комиссар М. В., Мошкин Ю. А., Пастухов Б. Н., Юмашев В. Б.; в состав Совета включены:
1. Волошин Александр Стальевич — Руководитель Администрации Президента Российской Федерации (председатель Совета)
2. Близнец Иван Анатольевич — заместитель руководителя ФСТР России
3. Кара-оол Шолбан Валерьевич — Председатель Верховного Хурала (Парламента) Республики Тыва
4. Смирнов Игорь Александрович — начальник отдела Организационного управления Администрации Президента Российской Федерации (ответственный секретарь Совета)
5. Чичановский Анатолий Анатольевич — заместитель Министра по делам федерации и национальностей Российской Федерации
6. Шадриков Владимир Дмитриевич — заместитель Министра образования Российской Федерации;

## Состав Совета, утвержденный распоряжением Президента Российской Федерации от 17 марта 2001 г. № 133-рп
1. Волошин Александр Стальевич — Руководитель Администрации Президента Российской Федерации (председатель Совета)
2. Абрамов Сергей Александрович — заместитель начальника Главного управления внутренней политики Президента Российской Федерации — начальник управления (заместитель председателя Совета), в соответствии с распоряжением Президента Российской Федерации от 5 августа 2002 г. № 369-рп — первый заместитель начальника Главного управления внутренней политики Президента Российской Федерации (заместитель председателя Совета)
3. Алимпий (Гусев Александр Капитонович) — старообрядческий митрополит Московский и всея Руси
4. Аюшеев Дамба Бадмаевич — Пандито Хамбо лама, глава Буддийской традиционной сангхи России
5. Гайнутдин Равиль (Гайнутдинов Равиль Исмагилович) — муфтий, председатель Духовного управления мусульман Европейской части России, председатель Совета муфтиев России
6. Евгений (Решетников Валерий Германович) — архиепископ Верейский, ректор Московской духовной академии и семинарии Русской православной церкви
7. Игнатенко Александр Александрович — ведущий эксперт Научно-исследовательского института социальных систем Московского государственного университета имени М. В. Ломоносова
8. Кирилл (Гундяев Владимир Михайлович) — митрополит Смоленский и Калининградский, председатель Отдела внешних церковных сношений Московского патриархата, постоянный член Священного синода Русской православной церкви
9. Кондрусевич Тадеуш (Кондрусевич Тадеуш Игнатьевич) — архиепископ, апостольский администратор для католиков латинского обряда Севера Европейской части России, председатель конференции католических епископов России
10. Коновальчик Петр Борисович — старший пастор, председатель Российского союза евангельских христиан-баптистов
11. Кудрявцев Александр Ильич — заместитель начальника отдела Главного управления внутренней политики Президента Российской Федерации (ответственный секретарь Совета)
12. Лазар Пинхос Берел — главный раввин России (Федерация еврейских общин России)
13. Мефодий (Немцов Николай Федорович) — митрополит Воронежский и Липецкий, управляющий Воронежской епархией Русской православной церкви
14. Мурза Владимир Моисеевич — епископ, председатель Союза христиан веры евангельской — пятидесятников в России
15. Мчедлов Михаил Петрович — директор исследовательского центра «Религия в современном обществе» Российского независимого института социальных и национальных проблем
16. Пудов Владимир Сергеевич — глава представительства Евангелическо-лютеранской церкви в Москве
17. Себенцов Андрей Евгеньевич — полномочный представитель Правительства Российской Федерации в Совете Федерации Федерального Собрания Российской Федерации
18. Сергий (Фомин Виталий Павлович) — митрополит Солнечногорский, управляющий делами Московской патриархии Русской православной церкви, постоянный член Священного синода Русской православной церкви
19. Столяр Василий Дмитриевич — старший пастор, президент Западно-Российского союза объединений церкви христиан — адвентистов седьмого дня
20. Таджуддин Талгат (Таджуддинов Талгат Сафич) — председатель (Верховный муфтий, Шейх-уль-Ислам) Центрального духовного управления мусульман России
21. Трофимчук Николай Антонович — заведующий кафедрой религиоведения Российской академии государственной службы при Президенте Российской Федерации
22. Щапов Ярослав Николаевич — советник Российской академии наук
23. Ювеналий (Поярков Владимир Кириллович) — митрополит Крутицкий и Коломенский, управляющий Московской епархией Русской православной церкви, постоянный член Священного синода Русской православной церкви
24. Яблоков Игорь Николаевич — заведующий кафедрой философии религии и религиоведения Московского государственного университета имени М. В. Ломоносова

Распоряжением Президента Российской Федерации от 5 августа 2002 г. № 369-рп из состава Совета исключены Коновальчик П. Б., Мурза В. М., Трофимчук Н. А. (скончался); в состав Совета включены:
1. Албогачиев Магомед Османович — муфтий, председатель Духовного управления мусульман Республики Ингушетия, председатель Координационного центра мусульман Северного Кавказа
2. Нерсисян Езрас (Нерсисян Мкртич Григорьевич) — епископ, глава Ново-Нахичеванской и Российской епархии Армянской апостольской церкви
3. Ряховский Сергей Васильевич — епископ, председатель Российского объединённого союза христиан веры евангельской

## Состав Совета, утвержденный распоряжением Президента Российской Федерации от 7 февраля 2004 г. № 47-рп
1. Медведев Дмитрий Анатольевич — Руководитель Администрации Президента Российской Федерации (председатель Совета)
2. Кара Геннадий Павлович — первый заместитель начальника Главного управления внутренней политики Президента Российской Федерации (заместитель председателя Совета)
3. Протопопов Андрей Оскарович — заместитель начальника управления — начальник отдела Главного управления внутренней политики Президента Российской Федерации (ответственный секретарь Совета)
4. Аюшеев Дамба Бадмаевич — Пандито Хамбо лама, председатель Буддийской традиционной сангхи России
5. Бердиев Исмаил Алиевич — муфтий, председатель Духовного управления мусульман Карачаево-Черкесской Республики и Ставропольского края, председатель Координационного центра мусульман Северного Кавказа
6. Гайнутдин Равиль (Гайнутдинов Равиль Исмагилович) — муфтий, председатель Духовного управления мусульман Европейской части России, председатель Совета муфтиев России
7. Евгений (Решетников Валерий Германович) — архиепископ Верейский, председатель Учебного комитета Московского патриархата, ректор Московской духовной академии и семинарии Русской православной церкви
8. Егоров Владимир Константинович — президент-ректор Российской академии государственной службы при Президенте Российской Федерации, в соответствии с распоряжением Президента Российской Федерации от 28 мая 2009 г. № 332-рп — ректор Российской академии государственной службы при Президенте Российской Федерации, в соответствии с распоряжением Президента Российской Федерации от 25 января 2012 г. № 32-рп — заведующий кафедрой ЮНЕСКО Международного института государственной службы и управления Российской академии народного хозяйства и государственной службы при Президенте Российской Федерации
9. Езрас (Нерсисян Мкртич Григорьевич) — епископ, глава Ново-Нахичеванской и Российской епархии Армянской апостольской церкви
10. Игнатенко Александр Александрович — главный эксперт Научно-исследовательского института социальных систем Московского государственного университета имени М. В. Ломоносова
11. Кирилл (Гундяев Владимир Михайлович) — митрополит Смоленский и Калининградский, председатель Отдела внешних церковных связей Московского патриархата, постоянный член Священного синода Русской православной церкви
12. Климент (Капалин Герман Михайлович) — архиепископ (в соответствии с распоряжением Президента Российской Федерации от 2 сентября 2004 г. № 400-рп — митрополит) Калужский и Боровский, управляющий делами Московской патриархии, постоянный член Священного синода Русской православной церкви
13. Кондрусевич Тадеуш (Кондрусевич Тадеуш Игнатьевич) — архиепископ, ординарий Римско-католической архиепархии Божией Матери в Москве
14. Лазар Пинхос Берел — главный раввин России
15. Мчедлов Михаил Петрович — директор исследовательского центра «Религия в современном обществе» Института комплексных социальных исследований Российской академии наук
16. Пудов Владимир Сергеевич — глава представительства Евангелическо-лютеранской церкви в Москве
17. Ряховский Сергей Васильевич — епископ, председатель Российского объединённого союза христиан веры евангельской (пятидесятников)
18. Себенцов Андрей Евгеньевич — начальник отдела по работе с обращениями граждан Аппарата Правительства Российской Федерации, заместитель председателя Комиссии по вопросам религиозных объединений при Правительстве Российской Федерации
19. Сергий (Фомин Виталий Павлович) — митрополит Воронежский и Борисоглебский
20. Столяр Василий Дмитриевич — старший пастор, президент Западно-российского союза церкви христиан — адвентистов седьмого дня
21. Таджуддин Талгат (Таджуддинов Талгат Сафич) — председатель (Верховный муфтий, Шейх-уль-Ислам) Центрального духовного управления мусульман России
22. Ювеналий (Поярков Владимир Кириллович) — митрополит Крутицкий и Коломенский, патриарший наместник Московской епархии, постоянный член Священного синода Русской православной церкви
23. Яблоков Игорь Николаевич — заведующий кафедрой философии религии и религиоведения Московского государственного университета имени М. В. Ломоносова

Распоряжением Президента Российской Федерации от 2 сентября 2004 г. № 400-рп из состава Совета исключены Кара Г. П., Протопопов А. О., Себенцов А. Е., Сергий (Фомин В. П.); в состав Совета включены:
1. Андриан (Четвергов Александр Геннадьевич) — митрополит Московский и всея Руси Русской православной старообрядческой церкви
2. Бусыгин Андрей Евгеньевич — заместитель начальника Управления Президента Российской Федерации по внутренней политике (заместитель председателя Совета)
3. Кудрявцев Александр Ильич — заместитель начальника департамента Управления Президента Российской Федерации по внутренней политике (ответственный секретарь Совета), в соответствии с распоряжением Президента Российской Федерации от 28 мая 2009 г. № 332-рп — референт Управления Президента Российской Федерации по внутренней политике (ответственный секретарь Совета)

Распоряжением Президента Российской Федерации от 11 февраля 2006 г. № 61-рп из состава Совета исключены Андриан (Четвергов А. Г.) (скончался), Бусыгин А. Е., Медведев Д. А.; в состав Совета включены:
1. Собянин Сергей Семёнович — Руководитель Администрации Президента Российской Федерации (председатель Совета)
2. Корнилий (Титов Константин Иванович) — митрополит Московский и всея Руси Русской православной старообрядческой церкви
3. Островский Михаил Владимирович — заместитель начальника Управления Президента Российской Федерации по внутренней политике (заместитель председателя Совета)

Распоряжением Президента Российской Федерации от 30 марта 2007 года № 140-рп из состава Совета исключены Мчедлов М. П. (скончался), Пудов В. С.; в состав Совета включены:
1. Семченко Александр Трофимович — секретарь по внешним связям Российского союза евангельских христиан-баптистов, в соответствии с распоряжением Президента Российской Федерации от 28 мая 2009 г. № 332-рп — начальствующий епископ Союза церквей евангельских христиан
2. Шахнович Марианна Михайловна — заведующая кафедрой философии религии и религиоведения Санкт-Петербургского государственного университета

Распоряжением Президента Российской Федерации от 3 августа 2008 г. № 446-рп из состава Совета исключен Собянин С. С., в состав Совета включён Нарышкин Сергей Евгеньевич — Руководитель Администрации Президента Российской Федерации (председатель Совета)
Распоряжением Президента Российской Федерации от 16 апреля 2009 г. № 232-рп из состава Совета исключен Кондрусевич Т. (Кондрусевич Т. И.), в состав Совета включён Ковалевский Игорь Леонидович — священник, генеральный секретарь Конференции католических епископов России
Распоряжением Президента Российской Федерации от 28 мая 2009 г. № 332-рп из состава Совета исключены Кирилл (Гундяев В. М.), Климент (Капалин Г. М.) и Островский М. В., в состав совета включены:
1. Демидов Иван Иванович — начальник департамента гуманитарной политики и общественных связей Управления Президента Российской Федерации по внутренней политике (заместитель председателя Совета), в соответствии с распоряжением Президента Российской Федерации от 28 июня 2010 г. № 422-рп — заместитель начальника Управления Президента Российской Федерации по внутренней политике (заместитель председателя Совета)
2. Иларион (Алфеев Григорий Валериевич) — архиепископ Волоколамский, председатель Отдела внешних церковных связей Московского патриархата, в соответствии с распоряжением Президента Российской Федерации от 25 января 2012 г. № 32-рп — митрополит Волоколамский, председатель Отдела внешних церковных связей Московского патриархата
3. Чаплин Всеволод Анатольевич — протоиерей, председатель Отдела Московского патриархата по взаимоотношениям Церкви и общества

Распоряжением Президента Российской Федерации от 28 июня 2010 г. № 422-рп из состава Совета исключен Кудрявцев А. И., в состав Совета включен Мельников Сергей Алексеевич — референт Управления Президента Российской Федерации по внутренней политике (ответственный секретарь Совета)
Распоряжением Президента Российской Федерации от 25 января 2012 г. № 32-рп из состава Совета исключен Нарышкин С. Б., в состав Совета включен Иванов Сергей Борисович — Руководитель Администрации Президента Российской Федерации (председатель Совета)
Указом Президента Российской Федерации от 14 февраля 2012 г. № 183 из состава Совета исключен Демидов И. И., в состав Совета включен Костин Константин Николаевич — начальник Управления Президента Российской Федерации по внутренней политике (заместитель председателя Совета)
Распоряжением Президента Российской Федерации от 30 июня 2012 г. № 297-рп из состава Совета исключены Костин К. Н. и Столяр В. Д.; в состав Совета включены:
1. Морозов Олег Викторович — начальник Управления Президента Российской Федерации по внутренней политике (заместитель председателя Совета)
2. Гончаров Олег Юрьевич — пастор, первый заместитель председателя централизованной религиозной организации Евро-Азиатского дивизиона (отделения) Генеральной конференции Церкви христиан — адвентистов седьмого дня

## Состав Совета по состоянию на 15.01.2013
1. Иванов Сергей Борисович — Руководитель Администрации Президента Российской Федерации, председатель Совета
2. Морозов Олег Викторович — начальник Управления Президента Российской Федерации по внутренней политике (заместитель председателя Совета)
3. Аюшеев Дамба Бадмаевич — Пандито Хамбо лама, глава Буддийской традиционной сангхи России
4. Бердиев Исмаил Алиевич — муфтий, председатель Духовного управления мусульман Карачаево-Черкесской Республики и Ставропольского края, председатель Координационного центра мусульман Северного Кавказа
5. Гайнутдин Равиль (Гайнутдинов Равиль Исмагилович) — муфтий, председатель Совета муфтиев России
6. Гончаров Олег Юрьевич — пастор, первый заместитель председателя Евро-Азиатского дивизиона (отделения) Генеральной конференции Церкви христиан-адвентистов седьмого дня
7. Евгений (Решетников Валерий Германович) — епископ Верейский, викарий Московской епархии, от Русской православной церкви, председатель Учебного комитет РПЦ, ректор МДА.
8. Егоров Владимир Константинович — заведующий кафедрой ЮНЕСКО «Государственная служба и управление социально-экономическими процессами»
9. Нерсисян Езрас (Нерсисян Мкртич Григорьевич) — епископ, глава Ново-Нахичеванской и Российской епархии Армянской апостольской церкви
10. Игнатенко Александр Александрович — президент Фонда «Институт религии и политики»
11. Иларион (Алфеев Григорий Валерьевич) — митрополит Волоколамский, председатель Отдела внешних церковных связей Московского патриархата
12. Ковалевский Игорь Леонидович — священник, генеральный секретарь Конференции католических епископов России
13. Корнилий (Титов Константин Иванович) — митрополит Московский и всея Руси Русской православной старообрядческой церкви
14. Мельников Сергей Алексеевич — референт Управления Президента Российской Федерации по внутренней политике (ответственный секретарь Совета)
15. Лазар Пинхос Берел — главный раввин России (Федерация еврейских общин России)
16. Ряховский Сергей Васильевич — епископ, председатель Российского объединённого союза христиан веры евангельской
17. Семченко, Александр Трофимович — начальствующий епископ Союза церквей евангельских христиан (СЦЕХ)
18. Таджуддин Талгат (Таджуддинов Талгат Сафич) — председатель (Верховный муфтий) Центрального духовного управления мусульман России
19. Чаплин Всеволод Анатольевич — протоиерей, председатель Отдела Московского патриархата по взаимоотношению Церкви и общества, член Общественной Палаты Российской Федерации по президентскому списку.
20. Шахнович Марианна Михайловна — заведующая кафедрой философии религии и религиоведения Санкт-Петербургского государственного университета
21. Ювеналий (Поярков Владимир Кириллович) — митрополит Крутицкий и Коломенский, Патриарший наместник Московской епархии
22. Яблоков Игорь Николаевич — заведующий кафедрой философии религии и религиоведения Московского государственного университета имени М. В. Ломоносова

## Состав Совета по состоянию на 15.01.2016
1. Иванов Сергей Борисович — Руководитель Администрации Президента Российской Федерации, председатель Совета
2. Воронова Татьяна Геннадьевна — начальник Управления Президента Российской Федерации по внутренней политике (заместитель председателя Совета)
3. Аюшеев Дамба Бадмаевич — Пандито Хамбо лама, глава Буддийской традиционной сангхи России
4. Бердиев Исмаил Алиевич — муфтий, председатель Духовного управления мусульман Карачаево-Черкесской Республики и Ставропольского края, председатель Координационного центра мусульман Северного Кавказа
5. Брауэр Дитрих Борисович — архиепископ Евангелическо-лютеранской церкви
6. Гайнутдин Равиль (Гайнутдинов Равиль Исмагилович) — муфтий, председатель Совета муфтиев России
7. Гончаров Олег Юрьевич — пастор, первый заместитель председателя Евро-Азиатского дивизиона (отделения) Генеральной конференции Церкви христиан-адвентистов седьмого дня
8. Евгений (Решетников Валерий Германович) — епископ Верейский, викарий Московской епархии, от Русской православной церкви, председатель Учебного комитет РПЦ, ректор МДА.
9. Егоров Владимир Константинович — заведующий кафедрой ЮНЕСКО «Государственная служба и управление социально-экономическими процессами»
10. Нерсисян Езрас (Нерсисян Мкртич Григорьевич) — епископ, глава Ново-Нахичеванской и Российской епархии Армянской апостольской церкви
11. Игнатенко Александр Александрович — президент Фонда «Институт религии и политики»
12. Иларион (Алфеев Григорий Валерьевич) — митрополит Волоколамский, председатель Отдела внешних церковных связей Московского патриархата
13. Ковалевский Игорь Леонидович — священник, генеральный секретарь Конференции католических епископов России
14. Корнилий (Титов Константин Иванович) — митрополит Московский и всея Руси Русской православной старообрядческой церкви
15. Лазар Пинхос Берел — главный раввин России (Федерация еврейских общин России)
16. Легойда Владимир Романович — председатель Синодального отдела по взаимоотношениям Церкви с обществом и СМИ Московского Патриархата
17. Мельников Сергей Алексеевич — референт Управления Президента Российской Федерации по внутренней политике (ответственный секретарь Совета)
18. Ряховский Сергей Васильевич — епископ, председатель Российского объединённого союза христиан веры евангельской
19. Таджуддин Талгат (Таджуддинов Талгат Сафич) — председатель (Верховный муфтий) Центрального духовного управления мусульман России
20. Шахнович Марианна Михайловна — заведующая кафедрой философии религии и религиоведения Санкт-Петербургского государственного университета
21. Ювеналий (Поярков Владимир Кириллович) — митрополит Крутицкий и Коломенский, Патриарший наместник Московской епархии
22. Яблоков Игорь Николаевич — заведующий кафедрой философии религии и религиоведения Московского государственного университета имени М. В. Ломоносова

## Состав Совета по состоянию на 29.01.2017[1]
1. Вайно Антон Эдуардович — Руководитель Администрации Президента Российской Федерации, председатель Совета
2. Ярин Андрей Вениаминович — начальник Управления Президента Российской Федерации по внутренней политике (заместитель председателя Совета)
3. Аюшеев Дамба Бадмаевич — Пандито Хамбо лама, глава Буддийской традиционной сангхи России
4. Бердиев Исмаил Алиевич — муфтий, председатель Духовного управления мусульман Карачаево-Черкесской Республики и Ставропольского края, председатель Координационного центра мусульман Северного Кавказа
5. Брауэр Дитрих Борисович — архиепископ Евангелическо-лютеранской церкви
6. Гайнутдин Равиль (Гайнутдинов Равиль Исмагилович) — муфтий, председатель Совета муфтиев России
7. Гончаров Олег Юрьевич — пастор, первый заместитель председателя Евро-Азиатского дивизиона (отделения) Генеральной конференции Церкви христиан-адвентистов седьмого дня
8. Евгений (Решетников Валерий Германович) — епископ Верейский, викарий Московской епархии, от Русской православной церкви, председатель Учебного комитет РПЦ, ректор МДА.
9. Егоров Владимир Константинович — заведующий кафедрой ЮНЕСКО «Государственная служба и управление социально-экономическими процессами»
10. Нерсисян Езрас (Нерсисян Мкртич Григорьевич) — епископ, глава Ново-Нахичеванской и Российской епархии Армянской апостольской церкви
11. Игнатенко Александр Александрович — президент Фонда «Институт религии и политики»
12. Иларион (Алфеев Григорий Валерьевич) — митрополит Волоколамский, председатель Отдела внешних церковных связей Московского патриархата
13. Ковалевский Игорь Леонидович — священник, генеральный секретарь Конференции католических епископов России
14. Корнилий (Титов Константин Иванович) — митрополит Московский и всея Руси Русской православной старообрядческой церкви
15. Кудрявцев А. И. — председатель совета Общероссийской общественной организации «Российская ассоциация защиты религиозной свободы»
16. Лазар Пинхос Берел — главный раввин России (Федерация еврейских общин России)
17. Легойда Владимир Романович — председатель Синодального отдела по взаимоотношениям Церкви с обществом и СМИ Московского Патриархата
18. Мельников Сергей Алексеевич — референт Управления Президента Российской Федерации по внутренней политике (ответственный секретарь Совета)
19. Ряховский Сергей Васильевич — епископ, председатель Российского объединённого союза христиан веры евангельской
20. Таджуддин Талгат (Таджуддинов Талгат Сафич) — председатель (Верховный муфтий) Центрального духовного управления мусульман России
21. Шахнович Марианна Михайловна — заведующая кафедрой философии религии и религиоведения Санкт-Петербургского государственного университета
22. Ювеналий (Поярков Владимир Кириллович) — митрополит Крутицкий и Коломенский, Патриарший наместник Московской епархии
23. Яблоков Игорь Николаевич — заведующий кафедрой философии религии и религиоведения Московского государственного университета имени М. В. Ломоносова

## Состав Совета по состоянию на 25.08.2020
1. Вайно Антон Эдуардович — Руководитель Администрации Президента Российской Федерации, председатель Совета
2. Ярин Андрей Вениаминович — начальник Управления Президента Российской Федерации по внутренней политике (заместитель председателя Совета)
3. Аюшеев Дамба Бадмаевич — Пандито Хамбо лама, глава Буддийской традиционной сангхи России
4. Бердиев Исмаил Алиевич — муфтий, председатель Духовного управления мусульман Карачаево-Черкесской Республики и Ставропольского края, председатель Координационного центра мусульман Северного Кавказа
5. Брауэр Дитрих Борисович — архиепископ Евангелическо-лютеранской церкви
6. Гайнутдин Равиль (Гайнутдинов Равиль Исмагилович) — муфтий, председатель Совета муфтиев России
7. Гончаров Олег Юрьевич — пастор, первый заместитель председателя Евро-Азиатского дивизиона (отделения) Генеральной конференции Церкви христиан-адвентистов седьмого дня
8. Егоров Владимир Константинович — заведующий кафедрой ЮНЕСКО «Государственная служба и управление социально-экономическими процессами»
9. Нерсисян Езрас (Нерсисян Мкртич Григорьевич) — епископ, глава Ново-Нахичеванской и Российской епархии Армянской апостольской церкви
10. Игнатенко Александр Александрович — президент Фонда «Институт религии и политики»
11. Иларион (Алфеев Григорий Валерьевич) — митрополит Волоколамский, председатель Отдела внешних церковных связей Московского патриархата
12. Ковалевский Игорь Леонидович — священник, генеральный секретарь Конференции католических епископов России
13. Козлов Максим Евгеньевич — протоиерей, председатель Учебного комитета Русской православной церкви
14. Корнилий (Титов Константин Иванович) — митрополит Московский и всея Руси Русской православной старообрядческой церкви
15. Кудрявцев А. И. — председатель совета Общероссийской общественной организации «Российская ассоциация защиты религиозной свободы»
16. Лазар Пинхос Берел — главный раввин России (Федерация еврейских общин России)
17. Легойда Владимир Романович — председатель Синодального отдела по взаимоотношениям Церкви с обществом и СМИ Московского Патриархата
18. Ряховский Сергей Васильевич — епископ, председатель Российского объединённого союза христиан веры евангельской
19. Таджуддин Талгат (Таджуддинов Талгат Сафич) — председатель (Верховный муфтий) Центрального духовного управления мусульман России
20. Третьяков Андрей Валентинович — главный советник департамента Управления Президента Российской Федерации по внутренней политике (ответственный секретарь Совета)
21. Шахнович Марианна Михайловна — заведующая кафедрой философии религии и религиоведения Санкт-Петербургского государственного университета
22. Ювеналий (Поярков Владимир Кириллович) — митрополит Крутицкий и Коломенский, Патриарший наместник Московской епархии
23. Яблоков Игорь Николаевич — заведующий кафедрой философии религии и религиоведения Московского государственного университета имени М. В. Ломоносова

## Состав Совета на 12.12.2023
1. Вайно Антон Эдуардович — Руководитель Администрации Президента Российской Федерации (председатель Совета)
2. Ярин Андрей Вениаминович — начальник Управления Президента Российской Федерации по внутренней политике (заместитель председателя Совета)
3. Аюшеев Дамба Бадмаевич — Пандито Хамбо лама, глава Буддийской традиционной сангхи России
4. Бердиев Исмаил Алиевич — муфтий, председатель Координационного центра мусульман Северного Кавказа
5. Гайнутдин Равиль (Гайнутдинов Равиль Исмагилович) — муфтий, председатель Совета муфтиев России
6. Гончаров Олег Юрьевич — пастор, первый заместитель председателя Евро-Азиатского дивизиона (отделения) Генеральной конференции Церкви христиан-адвентистов седьмого дня
7. Антоний (Севрюк Антон Юрьевич) — митрополит Волоколамский, председатель Отдела внешних церковных связей Московского патриархата
8. Григорий (Петров Андрей Владимирович) — митрополит Воскресенский, управляющий делами Московской патриархии
9. Езрас (Нерсисян Мкртич Григорьевич) — архиепископ, глава Ново-Нахичеванской и Российской епархии Армянской апостольской церкви
10. Клямко Андрей Станиславович — заместитель председателя Российского совета Древлеправославной поморской церкви
11. Козлов Максим Евгеньевич — протоиерей, председатель Учебного комитета Русской православной церкви
12. Козырев Алексей Павлович — исполняющий обязанности декана философского факультета федерального государственного бюджетного образовательного учреждения высшего образования «Московский государственный университет имени М.В.Ломоносова»
13. Корнилий (Титов Константин Иванович) — митрополит Московский и всея Руси Русской православной старообрядческой церкви\
14. Кропачев Николай Михайлович — ректор федерального государственного бюджетного образовательного учреждения высшего образования «Санкт-Петербургский государственный университет»
15. Ксения (Чернега Оксана Александровна) — игумения, руководитель Правового управления Московской патриархии
16. Кудрявцев Александр Ильич — председатель совета Общероссийской общественной организации «Российская ассоциация защиты религиозной свободы»
17. Лазар, Берл  (Лазар Пинхос Берел) — главный раввин России
18. Легойда Владимир Романович — председатель Синодального отдела по взаимоотношениям Церкви с обществом и СМИ Русской православной церкви
19. Ряховский Сергей Васильевич — начальствующий епископ Российского объединённого союза христиан веры евангельской (пятидесятников)
20. Таджуддин Талгат (Тадзетдинов Талгат Сафич) — председатель (Верховный муфтий) Центрального духовного управления мусульман России
21. Третьяков Андрей Валентинович — референт Управления Президента Российской Федерации по внутренней политике (ответственный секретарь Совета)
22. Филиппов Владимир Михайлович — председатель Высшей аттестационной комиссии при Минобрнауки России, президент федерального государственного автономного образовательного учреждения высшего образования «Российский университет дружбы народов»